# Pierre-André Taguieff
Pierre-André Taguieff (* 4. August 1946 in Paris) ist ein französischer Politikwissenschaftler, Philosoph und Soziologe. Er ist Professor am Institut d’études politiques de Paris und Forschungsdirektor am Centre national de la recherche scientifique (CNRS) in Paris.
Taguieff wurde 1946 als Sohn eines Russen und einer Polin geboren. Während der 1960er Jahre studierte er Philosophie und Sprachwissenschaft an der Universität Paris-Nanterre. Seine Arbeiten über Antisemitismus (ganz besonders die Protokolle der Weisen von Zion), Rassismus, Populismus (vor allem des Front National) und Antizionismus machten ihn als Historiker und Politikwissenschaftler bekannt. 
Taguieffs Arbeiten werden als eine wesentliche Grundlage für die Erforschung des zeitgenössischen französischen Rechtsextremismus angesehen.
In seinem Buch New Judeophobia von 2002 verwendet er als Erster den Begriff Islamo-Gauchisme.
Taguieff war 2001 bis 2003 der Präsident einer Fondation du 2 mars, ursprünglich „Fondation Marc Bloch“. 

## Schriften
- La Force du préjugé. Essai sur le racisme et ses doubles. Paris, La Découverte, "Armillaire", 1988; neue Auflage: Gallimard, "Tel", 1990. ISBN 2-07-071977-4
  - Die Macht des Vorurteils. Der Rassismus und sein Double. Hamburger Edition, Hamburg 2000. ISBN 3-930908-62-X
- (Hg.), Face au racisme, t. 1, Les moyens d’agir; t. 2, Analyses, hypothèses, perpectives. Paris, La Découverte, "Cahiers libres, essais", 1991; neue Auflage: Paris, Seuil, "Points essais", 2 t., 1993. ISBN 2-02-020981-0
- (dir. mit Gil Delannoi), Théories du nationalisme. Paris, Kimé, "Histoire des idées, théorie politique et recherches en sciences sociales", 1991. ISBN 2-908212-10-2
- (Hg. und Herausgeber), Les Protocoles des sages de Sion. Faux et usages d’un faux, t. I, Introduction à l’étude des "Protocoles": un faux et ses usages dans le siècle, t. II, Études et documents. Paris, Berg International, "Faits et représentations", 1992; neue Auflage, Berg International et Fayard, 2004. ISBN 2-213-62148-9
- Sur la Nouvelle Droite (Neue Rechte). Jalons d’une analyse critique. Paris, Galilée, "Descartes et Cie", 1994. ISBN 2-910301-02-8
- Les Fins de l’antiracisme. Paris, Michalon, 1995. ISBN 2-84186-001-9
- La République menacée. Entretien avec Philippe Petit. Paris, Textuel, "Conversations pour demain", 1996. ISBN 2-909317-20-X
- Le Racisme. Un exposé pour comprendre, un essai pour réfléchir. Paris, Flammarion, "Dominos", 1998. ISBN 2-08-035456-6
- (mit Michèle Tribalat), Face au Front national. Arguments pour une contre-offensive. Paris, La Découverte, 1998. ISBN 2-7071-2877-5
- La Couleur et le sang: doctrines racistes à la française. Paris, Mille et une Nuits, "Les petits libres", 1998; neue Auflage: coll. "Essai Mille et une Nuits", 2002. ISBN 2-84205-640-X Online
- (Hg., mit Grégoire Kauffmann et Michaël Lenoire), L’Antisémitisme de plume (1940–1944). La propagande antisémite en France sous l’Occupation. Études et documents. Paris, Berg International, "Pensée politique et sciences", 1999. ISBN 2-911289-16-1
- L’Effacement de l’avenir. Paris, Galilée, "Débats", 2000. ISBN 2-7186-0498-0
- Résister au bougisme. Démocratie forte contre mondialisation techno-marchande. Paris, Mille et une Nuits, "Essai", 2001. ISBN 2-84205-584-5
- (Hg., mit Gil Delannoi), Nationalismes en perspective. Paris, Berg International, "Pensée politique et sciences sociales", 2001. ISBN 2-911289-37-4
- Du Progrès. Biographie d’une utopie moderne. Paris, EJL, "Librio", 2001. ISBN 2-290-30864-1
- La Nouvelle judéophobie. Paris, Mille et une Nuits, "Essai", 2002. ISBN 2-84205-650-7
- L'Illusion populiste. De l’archaïque au médiatique. Reihe: "Pensée politique et sciences sociales", Berg International,  Paris 2002. Neuaufl.: L’Illusion populiste. Essais sur les démagogies de l’âge démocratique Reihe: "Champs", Paris, Flammarion, 2007. ISBN 978-2-08-120365-5
- Le Sens du progrès. Une approche historique et philosophique. Paris, Flammarion, "Champs", 2004; 2006. ISBN 2-08-080167-8
- Prêcheurs de haine. Traversée de la judéophobie planétaire. Reihe "Essai", Paris, Mille et une Nuits, 2004
- La République enlisée. Pluralisme, communautarisme et citoyenneté. Paris, Éditions des Syrtes, 2005. ISBN 2-84545-092-3
- La Foire aux illuminés. Ésotérisme, théorie du complot, extrêmisme. Paris, Mille et une nuits, 2005. ISBN 2-84205-925-5
- L’Imaginaire du complot mondial. Aspects d'un mythe moderne. Paris, Mille et une nuits, 2007. ISBN 2-84205-980-8
- Les Contre-réactionnaires. Le progressisme entre illusion et imposture. Paris, Denoël, 2007. ISBN 978-2-207-25321-2
- Le nouvel opium des progressistes. Antisionisme radical et islamo-palestinisme. Paris, Tracts Gallimard, Nr. 53, 2023. ISBN 978-2-0730-6326-7